# Kettle River (Minnesota)
Kettle River – miasto w Stanach Zjednoczonych, w stanie Minnesota, w hrabstwie Carlton.